# Borup Sogn (Køge Kommune)
Borup Sogn 
ist eine Kirchspielsgemeinde (dän.: Sogn)
auf der Insel Sjælland im südlichen Dänemark.
Bis 1970 gehörte sie zur Harde Ramsø Herred im damaligen Københavns Amt (bis 1808: Roskilde Amt), danach zur Skovbo Kommune im „neuen“ Roskilde Amt, die im Zuge der  Kommunalreform zum 1. Januar 2007 in der Køge Kommune in der Region Sjælland aufgegangen ist.
Im Kirchspiel leben 3983 Einwohner, im Kirchdorf Borup, das sich auch auf Kimmerslev Sogn und Nørre Dalby Sogn erstreckt, insgesamt 4833 (Stand: 1. Januar 2023).
Im Kirchspiel liegt die Kirche „Borup Kirke“.
Nachbargemeinden sind im Osten Ejby Sogn und im Südwesten Nørre Dalby Sogn und Kimmerslev Sogn, ferner in der westlich gelegenen Ringsted Kommune im Süden Kværkeby Sogn, im Westen Vigersted Sogn und im Nordwesten Jystrup Sogn, in der nördlich gelegenen Lejre Kommune Særløse Sogn und Osted Sogn und in der nordöstlich gelegenen Roskilde Kommune Dåstrup Sogn.

## Bevölkerungsentwicklung
| Jahr (jeweils im Januar) | 2007  | 2008  | 2009  | 2010  | 2011  |
| Einwohner                | 3.765 | 3.771 | 3.750 | 3.772 | 3.776 |